# Triatlo nos Jogos Olímpicos de Verão de 2012
As competições de triatlo nos Jogos Olímpicos de Verão de 2012 foram disputadas nos dias 4 e 7 de agosto no Hyde Park, em Londres. Um total de 110 triatletas, sendo 55 homens e 55 mulheres participaram dos eventos masculino e feminino.

## Calendário
| Julho/Agosto | 25 | 26 | 27 | 28 | 29 | 30 | 31 | 1 | 2 | 3 | 4 | 5 | 6 | 7 | 8 | 9 | 10 | 11 | 12 |
| ------------ | -- | -- | -- | -- | -- | -- | -- | - | - | - | - | - | - | - | - | - | -- | -- | -- |
| Triatlo      |    |    |    |    |    |    |    |   |   |   | 1 |   |   | 1 |   |   |    |    |    |

|  | Dia de competição |  | Dia de final |

## Competição

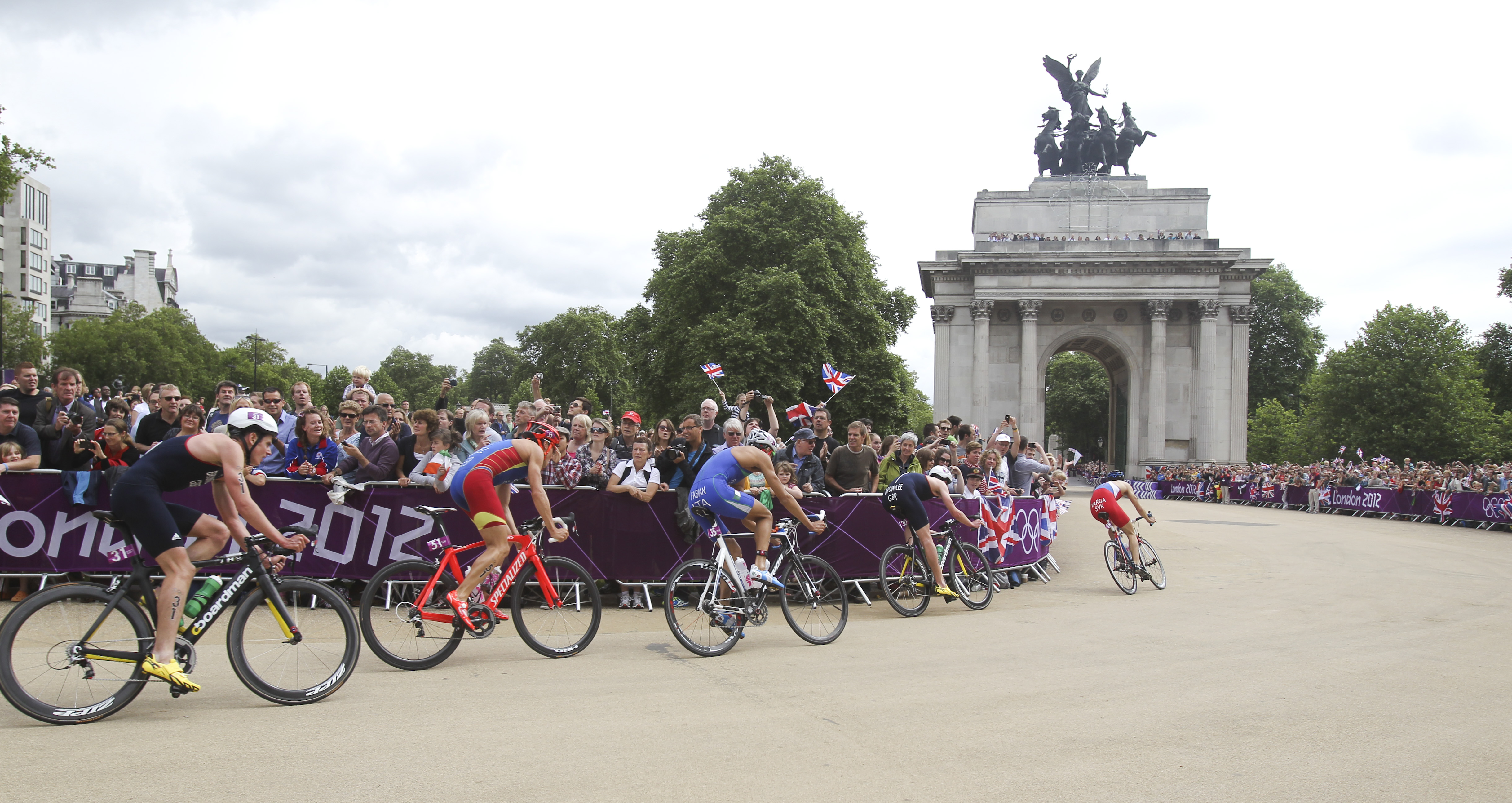
Trecho do ciclismo durante a disputa do triatlo em Londres.

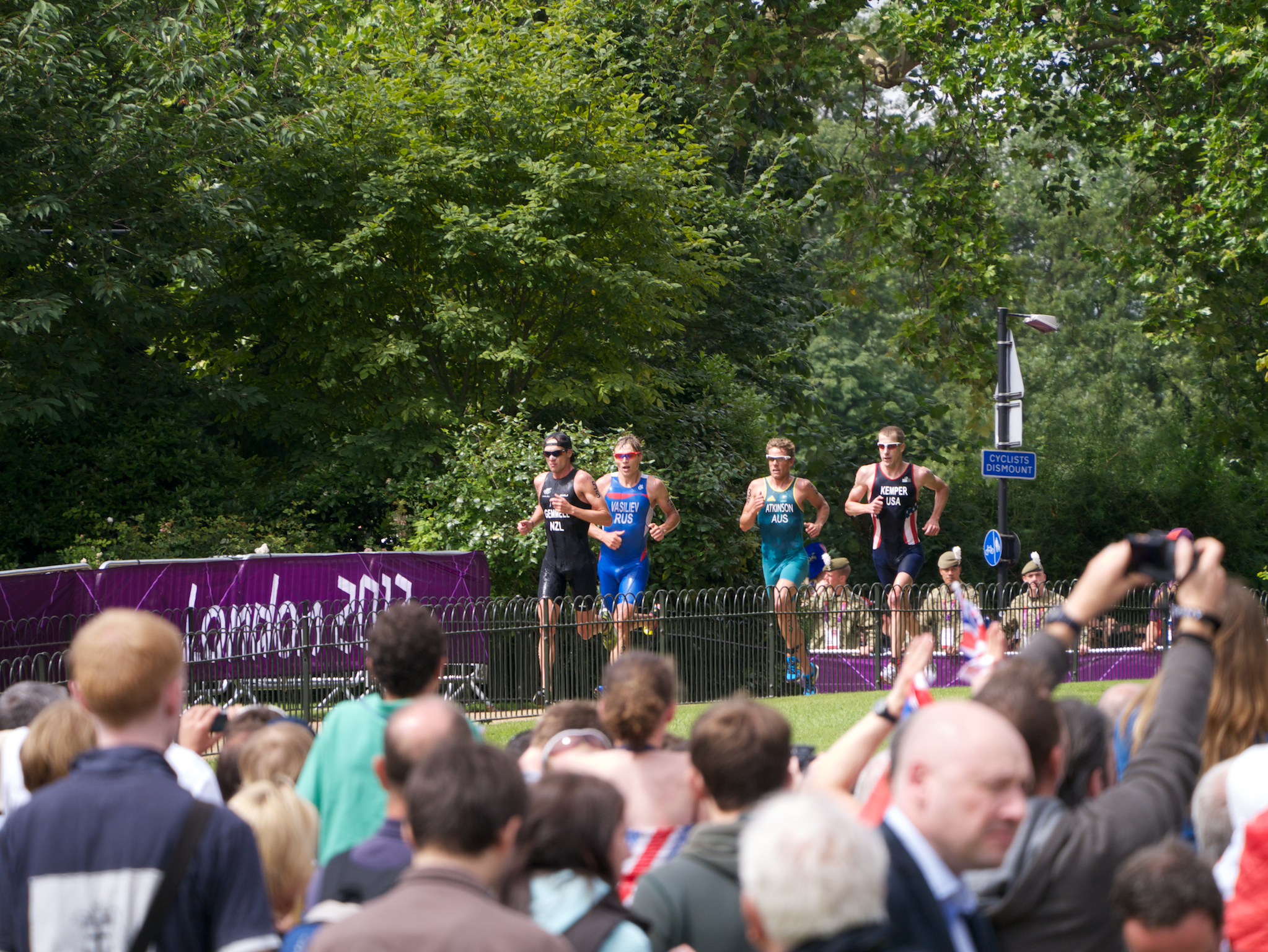
A etapa da corrida durante a competição masculina.

A competição do triatlo olímpico consiste de três eventos:
- Natação: 1 500 m
- Ciclismo: 43 km
- Corrida: 10 km

## Eventos
Dois conjuntos de medalhas foram concedidas nos seguintes eventos:
- Masculino
- Feminino

## Medalhistas
| Evento             | Ouro                               | Prata                         | Bronze                             |
| ------------------ | ---------------------------------- | ----------------------------- | ---------------------------------- |
| Masculino detalhes | Alistair Brownlee GBR Grã-Bretanha | Javier Gómez Noya ESP Espanha | Jonathan Brownlee GBR Grã-Bretanha |
| Feminino detalhes  | Nicola Spirig SUI Suíça            | Lisa Nordén SWE Suécia        | Erin Densham AUS Austrália         |

## Quadro de medalhas
| Ordem | País             | Medalha de ouro | Medalha de prata | Medalha de bronze |   | Ordem por total |
| ----- | ---------------- | --------------- | ---------------- | ----------------- | - | --------------- |
| 1     | GBR Grã-Bretanha | 1               |                  | 1                 | 2 | 1               |
| 2     | SUI Suíça        | 1               |                  |                   | 1 | 2               |
| 3     | ESP Espanha      |                 | 1                |                   | 1 | 2               |
|       | SWE Suécia       |                 | 1                |                   | 1 | 2               |
| 5     | AUS Austrália    |                 |                  | 1                 | 1 | 2               |
| TOTAL | TOTAL            | 2               | 2                | 2                 | 6 | —               |